# Tachyusa subalutacea
Tachyusa subalutacea är en skalbaggsart som beskrevs av Thomas Casey 1906. Tachyusa subalutacea ingår i släktet Tachyusa och familjen kortvingar. Inga underarter finns listade i Catalogue of Life.